# Nørregade (København)
 For alternative betydninger, se Nørregade. (Se også artikler, som begynder med Nørregade)
Nørregade er en af de centrale gader i Middelalderbyen i København. Navnet er et almindeligt dansk gadenavn, der her ses i sammenhæng med byporten Nørreport, der oprindeligt lå ved enden af gaden.
Nørregade løber fra Gammeltorv til Nørre Voldgade og i gaden ligger en række kendte bygninger, blandt andet Københavns Domkirke og Københavns Universitets kommunitetsbygning og Professorbolig samt Folketeatret. Tidligere har Telefonhuset (det daværende hovedkvarter for TDC) samt Daells Varehus ligget i Nørregade. TDC er nu flyttet ud på Teglholmen, og de gamle bygninger er blevet sat i stand til kontorer.
Nørregade danner grænse mellem de gamle roder Nørre Kvarter og Klædebo Kvarter, som ligger henholdsvis vest og øst for gaden.
- Bygning på hjørnet af Bispetorvet
- Kommunitetsbygningen set fra syd/Frue Plads